# IC 2763
IC 2763 је спирална галаксија у сазвјежђу Лав која се налази на листи објеката дубоког неба у Индекс каталогу.
Деклинација објекта је + 13° 3' 55" а ректасцензија 11h 22m 18,4s. Привидна величина (магнитуда) објекта IC 2763 износи 13,9 а фотографска магнитуда 14,6. IC 2763 је још познат и под ознакама UGC 6387, MCG 2-29-21, CGCG 67-64, PGC 34887.